# Рахимов, Азим
Азим Рахимов (27 февраля 1925, Бухара — 17 мая 1997, Бухара) — гвардии сержант, помощник командира взвода 221-го гвардейского стрелкового полка 77-й гвардейской стрелковой дивизии 69-й армии. Участник Великой Отечественной войны. Герой Советского Союза (1945).

## Биография
Родился 27 февраля 1925 в городе Бухаре ныне Республика Узбекистан в семье рабочего. По национальности таджик. Образование среднее. До призыва на военную службу работал на фабрике.
В РККА с 1943 года. На фронтах Великой Отечественной войны с 1944 года. Помощник командира взвода 221-го гвардейского стрелкового полка 77-й гвардейской стрелковой дивизии 69-й армии, 1-го Белорусского фронта гвардии сержант А. Рахимов отличился в боях 14—15 января 1945 года за польский город Зволень. Ворвавшись на позиции противника, он гранатами уничтожил несколько огневых точек, захватил в плен 5 солдат неприятеля. 
Звание Героя Советского Союза присвоено указом Президиума Верховного Совета СССР от 27 февраля 1945 года.
После войны А. Рахимов был демобилизован. Вернулся в Узбекистан. Член КПСС. В 1950 окончил партийную школу при ЦК Коммунистической партии Узбекистана. Председатель Бухарского областного совета ветеранов войны, труда и Вооруженных Сил.
Народный депутат СССР от Всесоюзной организации ветеранов войны и труда в 1989-1991 годах, член Совета Союза Верховного совета СССР. 
Жил и работал в Бухаре. Умер 17 мая 1997 года.

## Награды
- Орден Ленина
- Орден Октябрьской Революции
- Орден Отечественной войны 1-й степени
- Орден Трудового Красного Знамени
- Орден Славы 3-й степени
- Медали